# Мчедлідзе Мураз Гурамович
Мураз (Муразі) Гурамович Мчедлідзе (нар. 21 червня 1994, Дніпро) — український борець вільного стилю, чемпіон Європи серед юніорів та багаторазовий призер чемпіонатів світу і Європи у молодших вікових групах. Член першої збірної України з вільної боротьби. Представляв Україну на Європейських іграх 2019 року в Мінську, де посів п'яте місце та на Олімпійських іграх 2024 року, де також посів п'яте місце.

## Життєпис
Боротьбою почав займатися з 2004 року. Від самого початку тренером Мураза є його батько Гурам Мчедлідзе.
Виступає за борцівський клуб «Дніпро» з Дніпра.

### Родина
Батько — Гурам Мчедлідзе, уродженець Абхазії, український та грузинський борець вільного стилю, бронзовий призер чемпіонату Європи 2000 року та учасник Олімпійських ігор 2000 року у складі збірної Грузії.
Молодший брат — Давид переважно займався футболом. Іноді переключався на вільну боротьбу. Лише після двох місяців активних тренувань він переміг на всеукраїнському турнірі з боротьби до 15 років і був включений до складу збірної України серед кадетів. Тренером Давида є тренер його батька Джимшері Гурчіані.

## Спортивні результати на міжнародних змаганнях

### Виступи на Олімпіадах
| Змагання                    | Збірна  | Вагова категорія          | Місце |
| --------------------------- | ------- | ------------------------- | ----- |
| Літні Олімпійські ігри 2024 | Україна | вільна боротьба, до 97 кг | 5     |

### Виступи на Чемпіонатах світу
| Змагання                        | Збірна  | Вагова категорія          | Місце |
| ------------------------------- | ------- | ------------------------- | ----- |
| Чемпіонат світу з боротьби 2018 | Україна | вільна боротьба, до 97 кг | 18    |
| Чемпіонат світу з боротьби 2023 | Україна | вільна боротьба, до 97 кг | 23    |

### Виступи на Чемпіонатах Європи
| Змагання                         | Збірна  | Вагова категорія           | Місце |
| -------------------------------- | ------- | -------------------------- | ----- |
| Чемпіонат Європи з боротьби 2017 | Україна | вільна боротьба, до 97 кг  | 11    |
| Чемпіонат Європи з боротьби 2018 | Україна | вільна боротьба, до 97 кг  | 5     |
| Чемпіонат Європи з боротьби 2019 | Україна | вільна боротьба, до 97 кг  | 7     |
| Чемпіонат Європи з боротьби 2020 | Україна | вільна боротьба, до 97 кг  | 12    |
| Чемпіонат Європи з боротьби 2021 | Україна | вільна боротьба, до 97 кг  | 5     |
| Чемпіонат Європи з боротьби 2023 | Україна | вільна боротьба, до 97 кг  | 5     |
| Чемпіонат Європи з боротьби 2024 | Україна | вільна боротьба, до 125 кг | 5     |

### Виступи на Європейських іграх
| Змагання              | Збірна  | Вагова категорія          | Місце |
| --------------------- | ------- | ------------------------- | ----- |
| Європейські ігри 2019 | Україна | вільна боротьба, до 97 кг | 5     |

### Виступи на інших змаганнях
| Змагання                                                      | Збірна  | Вагова категорія           | Місце  |
| ------------------------------------------------------------- | ------- | -------------------------- | ------ |
| Київський Міжнародний турнір з боротьби 2016                  | Україна | вільна боротьба, до 97 кг  | Бронза |
| Турнір Дмитра Коркіна 2016                                    | Україна | вільна боротьба, до 97 кг  | Срібло |
| Кубок Європейських націй з боротьби 2016                      | Україна | команда                    | Бронза |
| Клубний чемпіонат світу з боротьби 2016                       | Україна | команда                    | Бронза |
| Київський Міжнародний турнір з боротьби 2017                  | Україна | вільна боротьба, до 97 кг  | Бронза |
| Турнір Олександра Медведя 2017                                | Україна | вільна боротьба, до 97 кг  | Бронза |
| Турнір Степана Саргісяна 2017                                 | Україна | вільна боротьба, до 97 кг  | Бронза |
| Турнір Дана Колова — Николи Петрова 2018                      | Україна | вільна боротьба, до 97 кг  | Бронза |
| Турнір Г. Картозія і В. Балавадзе 2018                        | Україна | вільна боротьба, до 97 кг  | Бронза |
| Турнір Олександра Медведя 2018                                | Україна | вільна боротьба, до 97 кг  | Бронза |
| Турнір Дана Колова — Николи Петрова 2019                      | Україна | вільна боротьба, до 97 кг  | Бронза |
| Київський Міжнародний турнір з боротьби 2019                  | Україна | вільна боротьба, до 97 кг  | Золото |
| Меморіал Вацлава Циолковського 2019                           | Україна | вільна боротьба, до 97 кг  | Бронза |
| Меморіал Маттео Пелліконе 2020                                | Україна | вільна боротьба, до 97 кг  | Бронза |
| Київський Міжнародний турнір з боротьби 2021                  | Україна | вільна боротьба, до 97 кг  | 21     |
| Міжнародний меморіал Білла Фаррелла 2022                      | Україна | вільна боротьба, до 97 кг  | Срібло |
| Турнір Ібрагіма Мустафи 2023                                  | Україна | вільна боротьба, до 97 кг  | 5      |
| Турнір міста Сассарі з боротьби 2023                          | Україна | вільна боротьба, до 97 кг  | Золото |
| Меморіал Імре Поляка та Яноша Варги 2023                      | Україна | вільна боротьба, до 125 кг | 10     |
| Олімпійський кваліфікаційний турнір з боротьби 2024 (Стамбул) | Україна | вільна боротьба, до 97 кг  | 9      |

### Виступи на змаганнях молодших вікових груп
| Змагання                                       | Збірна  | Вагова категорія          | Місце  |
| ---------------------------------------------- | ------- | ------------------------- | ------ |
| Чемпіонат Європи з боротьби серед кадетів 2011 | Україна | вільна боротьба, до 85 кг | Бронза |
| Чемпіонат Європи з боротьби серед юніорів 2012 | Україна | вільна боротьба, до 96 кг | 10     |
| Чемпіонат Європи з боротьби серед юніорів 2013 | Україна | вільна боротьба, до 96 кг | Срібло |
| Чемпіонат світу з боротьби серед юніорів 2013  | Україна | вільна боротьба, до 96 кг | 9      |
| Чемпіонат Європи з боротьби серед юніорів 2014 | Україна | вільна боротьба, до 96 кг | Золото |
| Чемпіонат світу з боротьби серед юніорів 2014  | Україна | вільна боротьба, до 96 кг | 5      |
| Чемпіонат Європи з боротьби серед молоді 2015  | Україна | вільна боротьба, до 97 кг | 7      |
| Чемпіонат Європи з боротьби серед молоді 2016  | Україна | вільна боротьба, до 97 кг | 5      |
| Чемпіонат Європи з боротьби серед молоді 2017  | Україна | вільна боротьба, до 97 кг | Бронза |
| Чемпіонат світу з боротьби серед молоді 2017   | Україна | вільна боротьба, до 97 кг | Бронза |